# Cruzeiro (District fédéral)
Cruzeiro est une région administrative du District fédéral au Brésil.